# Gare de Rodallo
La gare de Rodallo (en italien, Stazione di Rodallo) est une gare ferroviaire italienne de la ligne de Chivasso à Aoste, située à Rodallo sur le territoire de la commune de Caluso, dans la province de Turin en région du Piémont.
Construite, comme la ligne, par la Società anonima per la costruzione della ferrovia da Ivrea a Chivasso per Mazzé, elle est mise en service en 1858 par la Compagnie du chemin de fer Victor-Emmanuel, l'exploitant de la ligne.
C'est une halte voyageurs de Rete ferroviaria italiana (RFI) desservie par des trains régionaux (R) Trenitalia.

## Situation ferroviaire
Établie à environ 250 mètres d'altitude, la gare de Rodallo est située au point kilométrique (PK) 10,592 de la ligne de Chivasso à Aoste (section à voie unique électrifiée), entre les gares de Montanaro et de Caluso.
Gare d'évitement, elle dispose d'une deuxième voie pour le croisement des trains.

## Histoire
La station de Rodallo est mise en service le 1er mai 1858 par la Compagnie du chemin de fer Victor-Emmanuel, lorsqu'elle ouvre à l'exploitation la première section de Chivasso à Caluso de sa ligne de Chivasso à Ivrée, embranchement de celle de Turin à Novare,.
La station est construite par la Società anonima per la costruzione della ferrovia da Ivrea a Chivasso per Mazzé, de Thomas Brassey et Carlo Henfrey, concessionnaire de la ligne>. Elle est, à 11 km de la gare de Chivasso, à l'extrémité de la courbe qui part de cette gare et se termine à l'entrée de la station au passage à niveau de la route de Montenero.
En 2000, le bâtiment n'est plus utilisé et la gare devient une simple halte voyageurs à entrée libre.

## Service des voyageurs

### Accueil
Halte voyageurs RFI, classée bronze, c'est un point d'arrêt non géré (PANG) à accès libre. Néanmoins elle dispose d'un ancien bâtiment voyageurs dont une partie du rez-de-chaussée sert d'abri. Deux quais latéraux encadrent les deux voies.
La traversée des voies et l'accès aux quais s'effectuent par un passage de niveau planchéié ou par le passage à niveau routier sur la rue de Montenero.

### Desserte
Rodallo est desservie par des trains régionaux (R) Trenitalia de la relation Novare (ou Chivasso) - Ivrée.

### Intermodalité
Le stationnement des véhicules est possible à proximité.

## Patrimoine ferroviaire
L'ancien bâtiment voyageurs de la station comporte trois ouvertures en façade, avec un étage et une toiture à deux pentes. En 2008, le bâtiment, abandonné depuis huit années, est prêté gratuitement à la municipalité de Caluso qui va confier le premier étage à une association qui a besoin d'un local. Cela doit permettre d'éviter le vandalisme subit régulièrement par le bâtiment. L'association a rénové le premier étage pour y installer son siège. En 2011, les arbres de la cour de la gare sont élagués avant que RFI ne face procéder au ravalement de l'extérieur du bâtiment.